# Nina Mercedez
Nina Mercedez (ur. 10 listopada 1977) – amerykańska aktorka, reżyserka i producentka filmów pornograficznych i fotomodelka pochodzenia włoskiego.

## Życiorys

### Wczesne lata
Urodziła się w Corpus Christi w Teksasie. Jej matka była pochodzenia włoskiego, a ojciec miał pochodzenie meksykańskie z Azteków. W latach 1992–1997 uczyła się w Ray HS w Corpus Christi. Podjęła pracę w restauracji Denny’s, firmie zajmującej się handlem artykułami biurowymi OfficeMax i księgarni Barnes & Noble. Następnie pracowała jako barmanka. Mając piętnaście lat była modelką w Budweiser w kostiumie kąpielowym i Walmart.

### Kariera
Brała udział w konkursach piękności, w 2001 roku wygrała tytuł Miss Nude North Americ i Miss Nude International, w roku 2002 Exotic Dancer/Entertainer of the Year, a została w 2003 roku Miss Nude Universe. 7 maja 2002 pojawiła się w jednym z odcinków programu The Jenny Jones Show, zatytułowanym „From Geek To Chic”, gdzie skontrastowano jej wcześniejszy image ze współczesnym.
Po odpowiedzi na ogłoszenie w gazecie, została przyjęta do pracy jako striptizerka w klubie Heartbreakers. Pozowała do kalendarza Target Corporation, a także do magazynów: „Muscular Development”, „Penthouse” (czerwiec 2000), „Adult Video News” (maj 2003), „Fox” (wydanie wakacyjne 2003, okładka i rozkładówka), „Club” (listopad 2003, rozkładówka), „Club International” (okładka z grudnia 2003), „Hustler” (sierpień 2004 i w wakacyjnym wydaniu z 2003 roku, rozkładówka).
Od początku swojej kariery pracowała wyłącznie dla Vivid. W 2006 roku opuściła i założyła własną firmę produkcyjną Heartbreaker Films dystrybuowaną przez LFP Video Group. Nagrała ponad 240 filmów dla dorosłych i 3 filmy reżyserowała. Jej nazwisko firmowało wytwórnię gadżetów erotycznych, zajmującą się między innymi produkcją modelu jej pochwy i pośladków, a także linię sztucznych członków. Pojawiła się w komiksach Vivid, 4 sierpnia 2005 ukazała się książka z jej wypowiedziami How to Have a XXX Sex Life, a 29 sierpnia 2005 wydała swoją autorską książkę Day of the Dead: A Vivid Girls Book.
Była nominowana do dwóch nagród F.A.M.E. (Fans of Adult Media and Entertainment) Award w kategoriach „Najlepsze piersi” i „Najlepsze ciało”.
W czerwcu 2007 poznała kierownika Vivid Raymonda Balboi, za którego wyszła za mąż w czerwcu 2008 roku.

## Nagrody i nominacje
| Rok  | Nagroda                                         | Kategoria                                      | Film                                            | Inni wykonawcy | Rezultat  |
| ---- | ----------------------------------------------- | ---------------------------------------------- | ----------------------------------------------- | --- | --------- |
| 2001 | Miss Nude North America                         | –                                              | –                                               | – | Wygrana   |
| 2001 | Miss Nude International                         | –                                              | –                                               | – | Wygrana   |
| 2002 | Adult Nightclub & Exotic Dancer Award Gewinner  | Tancerka egzotyczna / artystka estradowa roku  | –                                               | – | Wygrana   |
| 2002 | Nagroda magazynu „Penthouse”                    | Penthouse Golden G-String Award                | –                                               | – | Wygrana   |
| 2003 | Miss Nude Universe                              | –                                              | –                                               | – | Wygrana   |
| 2004 | AVN Award                                       | Najlepsza scena seksu w parze                  | So I Married a Porn Star (2003)                 | Tony Tedeschi | Nominacja |
| 2004 | AVN Award                                       | Najlepsza scena seksu grupowego                | So I Married a Porn Star (2003)                 | Natasha Dolling, Mario Rossi, Tony Tedeschi i Jesse V                                                                                             | Nominacja |
| 2004 | AVN Award                                       | Najlepsza scena seksu oralnego                 | So I Married a Porn Star (2003)                 | Steven French | Nominacja |
| 2004 | AVN Award                                       | Najlepsza nowa gwiazdka                        | –                                               | – | Nominacja |
| 2004 | Adult Nightclub & Exotic Dancer Award Gewinner  | Tancerka egzotyczna roku                       | –                                               | – | Wygrana   |
| 2006 | AVN Award                                       | Najlepsza scena seksu analnego - film          | Emotions (2004)                                 | Trevor Zen | Nominacja |
| 2007 | F.A.M.E. Awards                                 | Najgorętsze ciało                              | –                                               | – | Nominacja |
| 2007 | AVN Award                                       | Najlepsza aktorka - wideo                      | Illicit (2006)                                  | – | Nominacja |
| 2008 | F.A.M.E. Awards                                 | Ulubiony biust                                 | –                                               | – | Nominacja |
| 2008 | AVN Award                                       | Najlepsza scena seksu samych dziewczyn - wideo | Where the Boys Aren't 18 (2007)                 | Monique Alexander, Briana Banks, Lanny Barbie, Lacey Love, Lyndsey Love, Lexi Marie, Stefani Morgan, Tera Patrick, Tawny Roberts i Savanna Samson | Nominacja |
| 2009 | AVN Award                                       | Najlepsza scena seksu samych dziewczyn         | Where the Boys Aren't 19: Arabian Nights (2008) | Monique Alexander, Briana Banks, Lanny Barbie, Lacey Love, Lyndsey Love, Lexi Marie, Stefani Morgan, Tera Patrick, Tawny Roberts i Savanna Samson | Nominacja |
| 2009 | AVN Award                                       | Najlepsza scena seksu samych dziewczyn         | Chop Shop Chicas (2008)                         | Jenaveve Jolie i Sophia Santi | Nominacja |
| 2009 | Fame Registry                                   | Najsłodsza Latynoska                           | –                                               | – | Wygrana   |
| 2010 | Latina Porn Awards                              | Wykonawczyni dekady                            | –                                               | – | Wygrana   |
| 2011 | Adult Nightclub & Exotic Dancer Awards Gewinner | Miss ExoticDancer.com roku                     | –                                               | – | Wygrana   |
| 2013 | Sex Awards                                      | Najlepsze ciało porno                          | –                                               | – | Nominacja |
| 2014 | XBIZ Award                                      | Crossoverowa gwiazda roku                      | –                                               | – | Nominacja |